# ギッシュ・ギャロップ
ギッシュ・ギャロップ（英: Gish gallop、[ˈɡɪʃ ˈɡæləp]）とは、論争中の者が、その正確さや強さに関係なく、過剰な数の論点を提示することで相手を圧倒しようとする修辞技法である。要は議論の質を犠牲にして、その量を優先するということである。この用語は、1994年に人類学者のユージェニー・スコットにより作られた。彼女は、アメリカの創造論者デュアン・ギッシュ (英語版) に因んでこの用語を作り、ギッシュが進化の科学的事実に異議を唱える際に、この技法を頻繁に使ったと主張した。これは「拡散」と呼ばれる別の討論手法に似ており、一人が非常に速く話すことで、相手が提起された全ての議題に反応できないようにするものである。

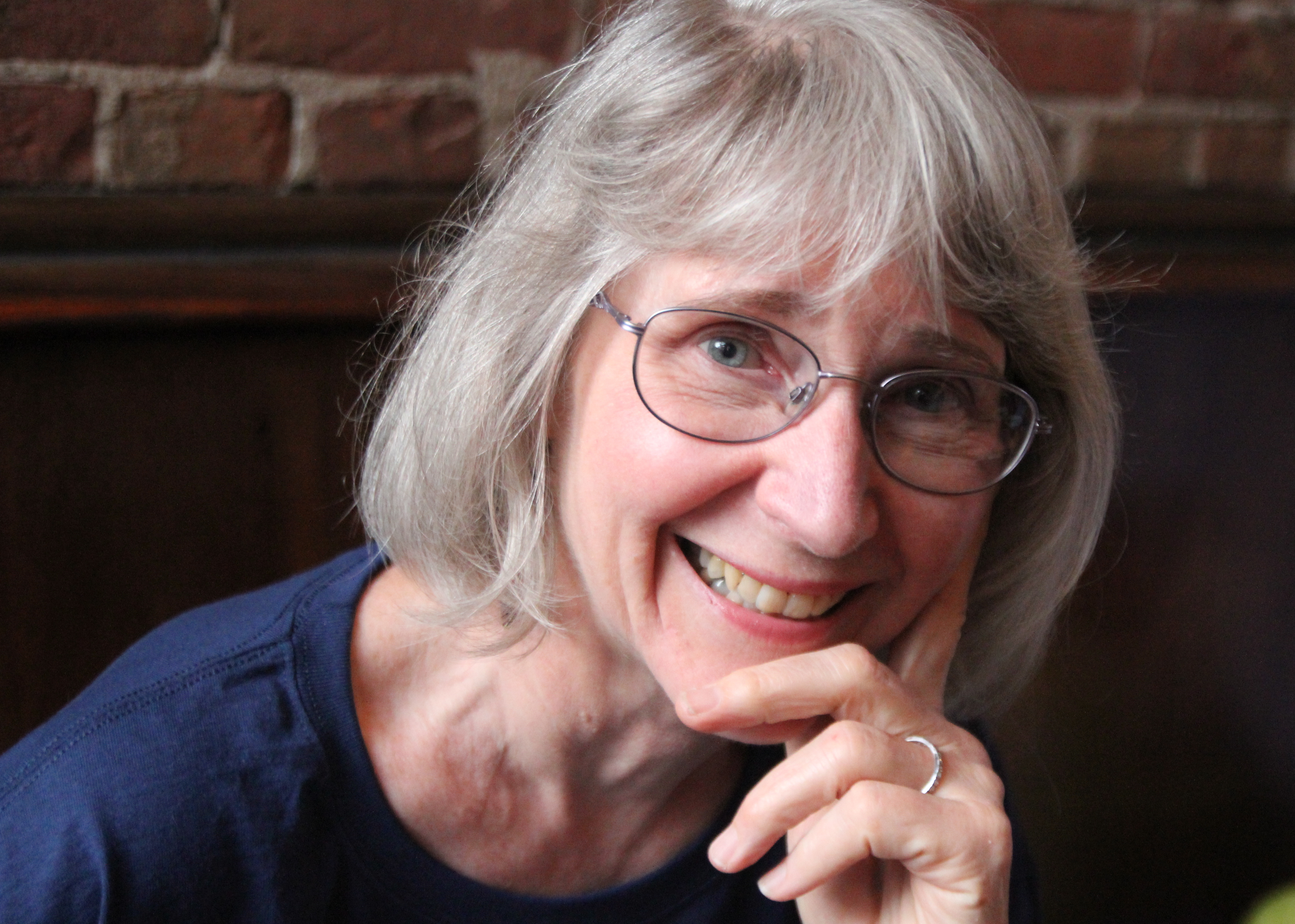
ユージェニー・スコット

ギッシュ・ギャロップの間、討論者は短時間内に数多くの、もっともらしい議論、半分の真実、詐称、及び明白な嘘を提示する議論相手に対峙することとなり、正式な討論の形式内でそれら全てに反論することは不可能になる。「ギッシュ・ギャロッパー」により提起された各論点に対して反駁、あるいは事実確認するためには最初に述べた時よりも多大な時間を要し、これはオンラインでブランドリーニの法則として知られている。この技法は討論相手の時間を無駄にし、聴衆がこの技法に慣れていない場合、特に独立した事実確認が行われていない場合や、聴衆のその議題についての知識が限られている場合には、討論相手の議論能力に疑義を生じさせる可能性がある。創造論に限らず、地球温暖化に対する懐疑論もギッシュ・ギャロップを用いて拡散されることがある。
一般的に、自由形式の討論よりも様式化された討論でギッシュ・ギャロップを使う方が難しい。討論者が、ギッシュ・ギャロップを使用することで知られている対戦相手に精通している場合には、相手がそれを使う機会を得る前に、その相手が普段使う議論を先取りして反論することにより、その技法に対抗することができる。
ジャーナリストのMehdi Hasanはアトランティック誌で、対戦相手の主張の弱い部分に集中的に突っ込むこと、対戦相手がギッシュ・ギャロップを利用していると非難すること、対戦相手を牽制（例えば逐次的なファクトチェック）することの3つをギッシュ・ギャロップ対策として挙げている。